# Loa (vudù)

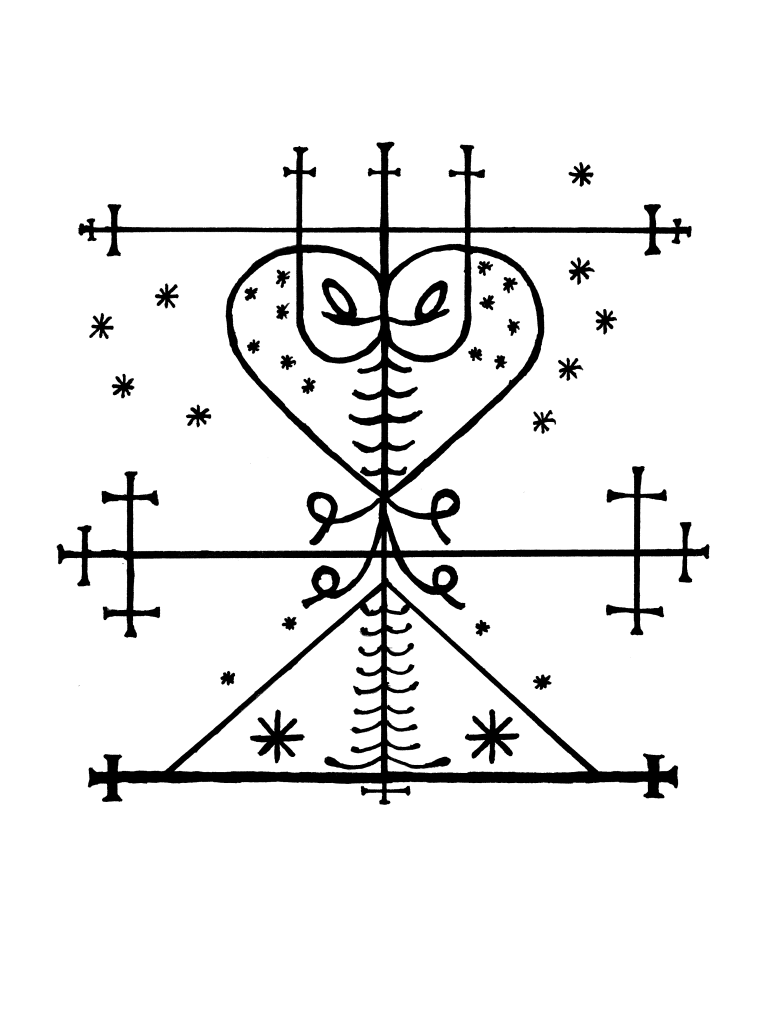
Una veve (vévé) ovvero la rappresentazione simbolica di un loa usata durante i rituali.

I loa (anche detti lwa o l'wha) sono gli spiriti del vudù praticato ad Haiti, Cuba, Trinidad, Benin e in altre parti del mondo. Essi svolgono il fondamentale ruolo di intermediazione fra il mondo sovrannaturale e l'uomo.

## Funzione
Il culto vudù si basa sulla concezione che il creatore supremo del mondo, Bondye (in creolo haitiano "Dio", dal francese Bon Dieu), fosse troppo al di sopra di esso per essere direttamente coinvolto nelle vicende terrene. La funzione dei loa è appunto quella di intercedere negli affari umani e di mediatori con il mondo sovrannaturale.
Ogni loa è responsabile per un particolare aspetto della vita. La loro dinamica e i loro cambiamenti di personalità riflettono le varie possibilità degli aspetti della vita che presiedono.
Nel loro ruolo di intermediazione, i loa sono direttamente riconducibili agli Orisha delle mitologie dell'Africa occidentale, e nel sincretismo proprio del vudù (e di altri culti afroamericani) si trovano anche a corrispondere agli angeli o ai santi del cristianesimo. I loa non vengono solamente pregati, ma anche serviti e accontentati con sacrifici, danze o simboli che rispecchino il gusto personale di ogni spirito.
Il termine loa è difficilmente traducibile, sebbene spesso gli venga attribuito il significato di "misteri" o di "invisibili".

## Sincretismo
Il vudù che si pratica ancora oggi in alcune zone del mondo è in realtà la fusione di culti risalenti a migliaia di anni fa, con religioni più moderne come il cristianesimo.
Nonostante questo, i cristiani proibivano severamente agli schiavi di professare fedi diverse dal Cristianesimo punendo con la morte chiunque venisse considerato infedele.
Fu per questo che tra l'XVII e l'XVIII secolo i credenti del vudù, per ingannare le autorità, diedero al proprio culto degli elementi di sincretismo con la religione cristiana.
Per esempio Papa Legba è facilmente riconducibile a sant'Antonio e Ayizan a santa Chiara. Perfino l'iconografia di alcuni Loa ricorda molto quella di alcune figure del cattolicesimo, come nel caso di Erzulie Dantor la cui immagine deriva palesemente dalla vergine nera di Częstochowa.

## Rituali
L'esoterismo e il misticismo dei riti Vudù ha portato molte persone, anche a causa di film o romanzi, a considerare il Voodo una sorta di magia nera praticata da antichi stregoni.
Fino a 30-40 anni fa, infatti, ai non-iniziati era proibito assistere alle cerimonie, dando campo libero alla fantasia dei più curiosi. Più di recente si è deciso che la prima metà dei rituali vudù poteva svolgersi di fronte ad un pubblico composto anche da non-iniziati
Per poter invece partecipare all'intera cerimonia di invocazione dei Loa, bisogna prima essere iniziati. Per sette giorni i nuovi adepti rimangono in un luogo chiuso detto djevò e imparano i segreti del vudù.
Il rito vero e proprio inizia per mano di un sacerdote detto ougan se uomo, mambo se donna o bokor se ha scopi malvagi. Il suo compito è quello di evocare a uno a uno tutti i Loa bevendo un liquido (la cui natura non ha importanza) e versandolo a terra intorno ad un palo sacro detto potò mitan.
Una volta che tutti i seguaci sono entrati in comunione con gli spiriti, il sacerdote disegna per terra i veve, disegni formati da figure geometriche che rappresentano i poteri di ogni Loa.
Quindi iniziano le danze e i canti che terminano solo quando tutti i partecipanti al rituale sono ormai in stato di trance. A questo punto finalmente i Loa si manifestano e cavalcano, ovvero invasano i fedeli, durante il culto. 
Il loa condiziona in bene o in male il comportamento del posseduto che esprime, in questo modo, direttamente la personalità del loa.
Ogni spirito ha una sua caratteristica che lo rende immediatamente riconoscibile. Alcuni sono violenti e fanno stare male i loro "cavalli" (i posseduti), altri invece si limitano a manifestare la propria personalità. Per esempio, Erzulia Freda dovrà tenere in mano uno specchio o Baron Samedi un cappello e degli occhiali da sole.
I loa però non si limitano a farsi vedere, ma chiedono anche da mangiare o da bere e alcuni sigari o sigarette. Solo quando saranno soddisfatti finalmente ascolteranno le richieste dei fedeli e, se possibile, li accontenteranno per poi uscire dal corpo in cui risiedono.
Alcuni loa come i ghede, però, sono più ostinati e prima di lasciare il posseduto di solito chiedono ancora qualcosa al sacerdote.

## Tipi di loa
I loa, un po' come le divinità orisha, sono molto numerosi, dalle personalità più varie e generalmente di aspetto umanoide.
Vengono suddivisi in tre grandi classi: i rada, positivi e protettivi verso l'uomo; i petro, selvaggi, violenti e i ghede, spiriti legati alla magia nera e alla fertilità. Tra i loa più importanti si possono citare: Papa Legba, uno dei più potenti, Agwe signore del mare affiancato da La sirène (La Sirena) e La Baleine (La Balena); Ayizan, genio del commercio; Baron Samedi nei suoi vari aspetti (Baron Samedi, Baron Cimetière, Baron La Croix, Baron Kriminel) che incarna la morte e la sessualità; Erzulie, patrona dell'amore e della bellezza; Loco signore dei boschi e delle piante in genere; Zaca, patrono dell'agricoltura; Azeto, demone sotto forma di vampiro.

## Lista di loa
| - Adjassou-Linguetor - Adjinakou - Adya Houn'tò - Agassou - Agwe - Anaisa Pye - Ayida Wedo - Ayizan - Azaka-Tonnerre - Azeto - Bacalou - Badessy |  | - Baron Samedi - Boli Shah - Bossou Ashadeh - Boum'ba Maza - Bugid Y Aiba - Captain Debas - Clermeil - Congo - Damballa - Dan Petro - Dan Wédo |  | - Diable Tonnere - Diejuste - Dinclinsin - Erzulie - Ghede - Gran Maître - Grand Bois - Guinee - Kalfu - Lemba - Limba |  | - L'inglesou - Loco - Mademoiselle Charlotte - Mait' Carrefour - Maîtresse Délai - Maîtresse Hounon'gon - Maman Brigitte - Marassa - Marassa Jumeaux - Marinette - Mombu |  | - Mounanchou - Nago Shango - Ogun - Papa Legba - Pie - Simbi - Sobo - Sousson-Pannan - Ti Jean Quinto - Ti Malice - Ti-Jean Petro - Zaca |